# Matthias Faller

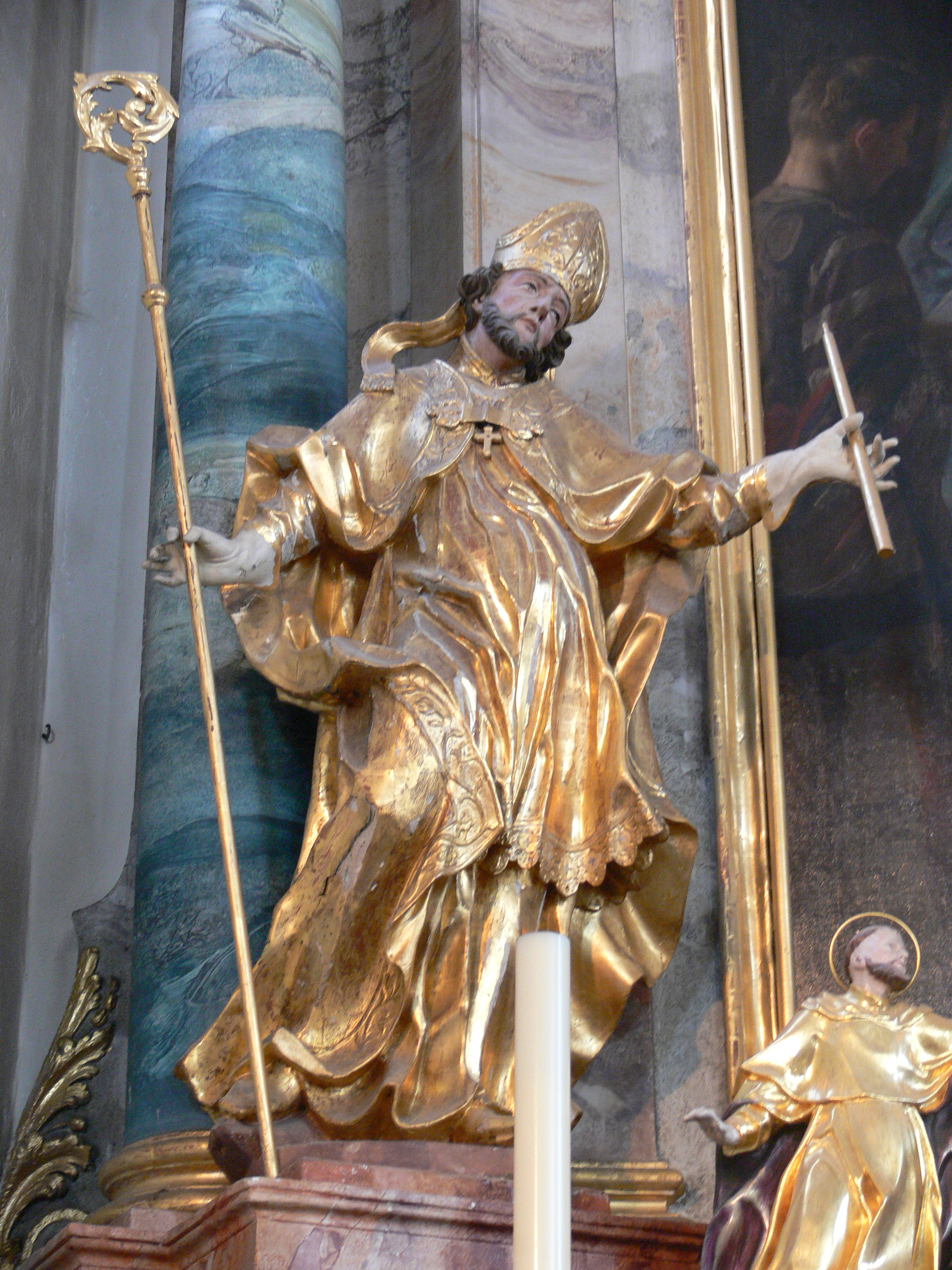
Matthias Faller: Figur des Hl. Blasius vom Rosenkranzaltar der Klosterkirche St. Märgen (1742/1743)

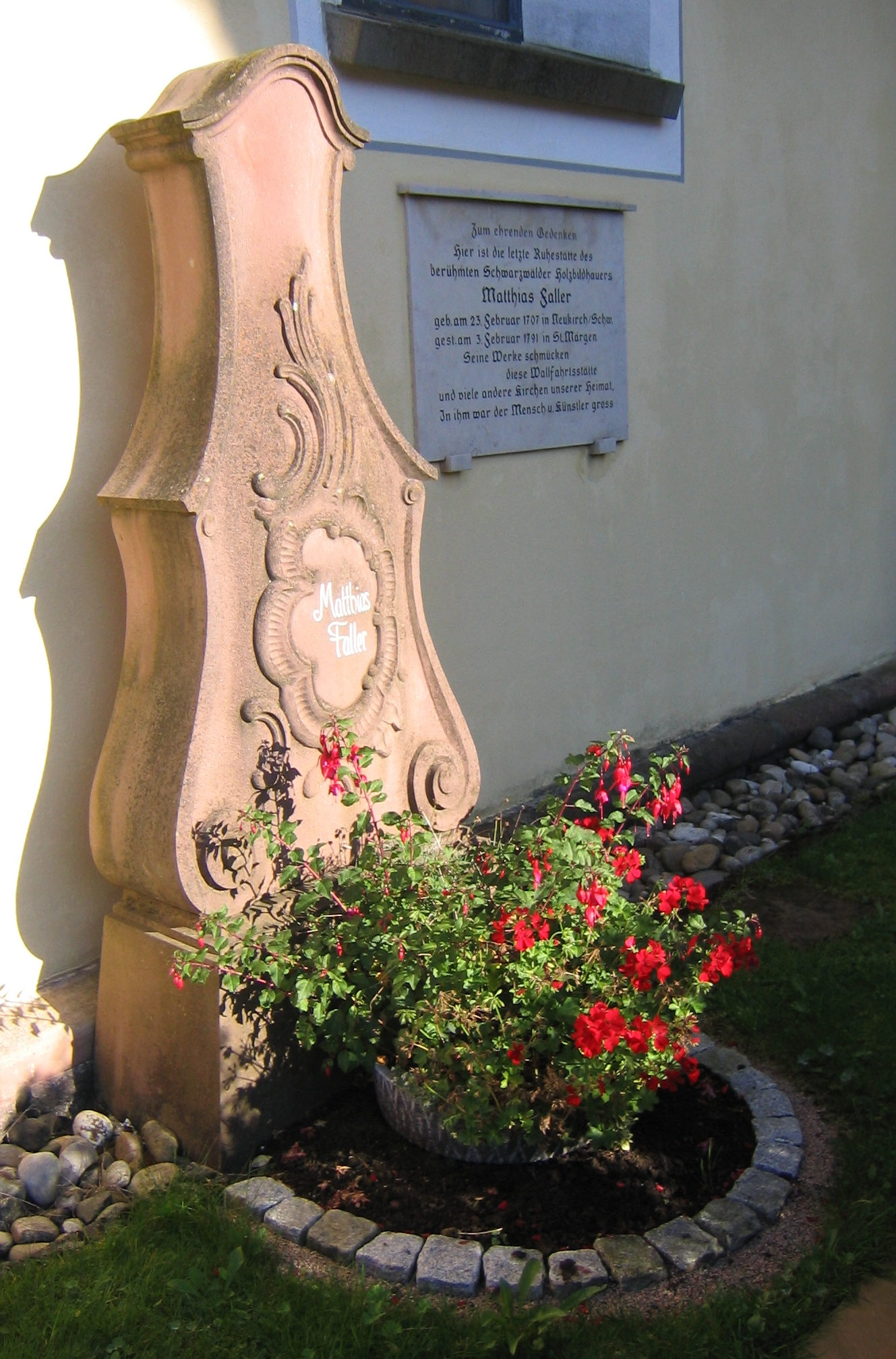
Grab von Matthias Faller an der Klosterkirche St. Märgen

Matthias Faller (* 23. Februar 1707 auf dem Oberfallengrundhof in Neukirch/Schwarzwald; † 3. Februar 1791 in St. Märgen) war ein deutscher Klosterbildhauer und Holzschnitzer. Er gilt als bedeutender Vertreter seines Kunsthandwerkes in Süddeutschland am Übergang zwischen Barock und Rokoko. Volkstümlich wird er als „Der Herrgottschnitzer des Schwarzwalds“ bezeichnet.

## Leben und Beruf
Matthias war das dritte von neun Kindern des Oberfallengrundhof-Landwirts Georg Faller (1675–1748) und seiner zweiten Ehefrau Barbara Furtwängerlin (1679–1734). Über sein Leben gibt es kaum Zeugnisse, keinen Nachlass, keine Briefe, Beschreibungen seiner Person oder Ähnliches. Lediglich Tagebuchnotizen der Äbte von St. Märgen und Klosterakten geben Auskunft.
Nach der Lehre bei Adam Winterhalder in Vöhrenbach zwischen 1721 und 1725 führten ihn seine Wanderjahre zusammen mit Winterhalders Sohn Johann Michael nach Colmar, Augsburg, München, Regensburg, Wien, Prag, Znaim und Olmütz.
Von der Wanderschaft kehrte er etwa 1732 in seine Heimat zurück und schuf 1732 bis 1735 als erste bekannte Arbeiten die Altäre in der neu erbauten St.-Andreas-Kirche in seinem Heimatort Neukirch, darunter den Antonius-Altar, den sein Vater im Gedenken an die kurz zuvor verstorbene Mutter gestiftet hatte. Dann arbeitete er hauptsächlich für die Klöster St. Märgen und St. Peter. In das Augustiner-Chorherrenkloster St. Märgen trat er 1735 als Bruder „Floridus“ ein, um dort die neu erbaute Kirche auszustatten. Doch schon zwei Jahre später verließ er das Kloster wieder, da der nachfolgende Abt ihn aus finanziellen Gründen nicht mehr als Bildhauer beschäftigen konnte. Von da an hatte er seine Werkstatt auf dem elterlichen Hof, kehrte aber 1741 noch einmal für zwei Jahre als Kammerdiener des Abtes in das Kloster zurück. 1744/45 arbeitete er am Hochaltar von St. Märgen. Insgesamt hat er das Schnitzwerk aller sechs St. Märgener Altäre geschaffen, ferner die Kanzel, noch 1776/77 den Orgelprospekt für die Silbermann-Orgel und 1779, 72-jährig, den Schrein für die Gebeine des Katakombenheiligen Constantius. Das Ensemble in St. Märgen ist eines seiner Hauptwerke. Beim Brand der Klosterkirche 1907 wurden viele seiner Schnitzereien gerettet. Weitere Werke von Faller fanden sich in der Ohmenkapelle bei St. Märgen, bis diese wegen Diebstahlgefahr entfernt werden mussten.
Mit 40 Jahren heiratete Faller 1747 Maria Fehrenbach, die noch im selben Jahr den Sohn Johann Nepomuk zur Welt brachte. Von 1751 bis 1771 lebte die Familie in St. Peter, wo er zuerst die Bibliothek im Kloster St. Peter auf dem Schwarzwald nach Entwürfen von Johann Christian Wentzinger ausstattete. Aber auch in der Kirche und in den Hauskapellen ist fast die gesamte Rokoko-Kunst sein Werk. 1755 wurde die Tochter Maria geboren. Beide Kinder arbeiteten später in seiner Werkstatt, der Sohn als Holzbildhauer, Maria als Fassmalerin.
Vermittelt durch St. Märgen und St. Peter erhielt Faller Aufträge für die von diesen Klöstern betreuten Priorate wie St. Ulrich im Schwarzwald und Pfarreien wie Wyhl am Kaiserstuhl sowie für befreundete Klöster, etwa der Kartause Ittingen im Kanton Thurgau und der Kartause in Molsheim (nicht erhalten) im Elsass.
In seinen letzten Lebensjahren schnitzte der Bildhauer, dessen Werk sonst fast ausschließlich religiösen Themen gewidmet ist, Uhrenschilder (die Vorderseiten von Schwarzwalduhren) für aufwändige Flöten- und Hackbrettuhren, die in dieser Gegend des Schwarzwalds hergestellt wurden.
Er verstarb 20 Tage vor seinem 84. Geburtstag in St. Märgen.
Matthias Faller wurde auf eigenen Wunsch nach seinem Tod außen an der Marienkapelle des Klosters St. Märgen beigesetzt.